# Giebel
Als Giebel wird in der Architektur das Wandfeld eines Satteldachs bezeichnet und davon abgeleitet im Kleinen auch die giebelartige Bekrönung eines Fensters oder anderen Bauteils.

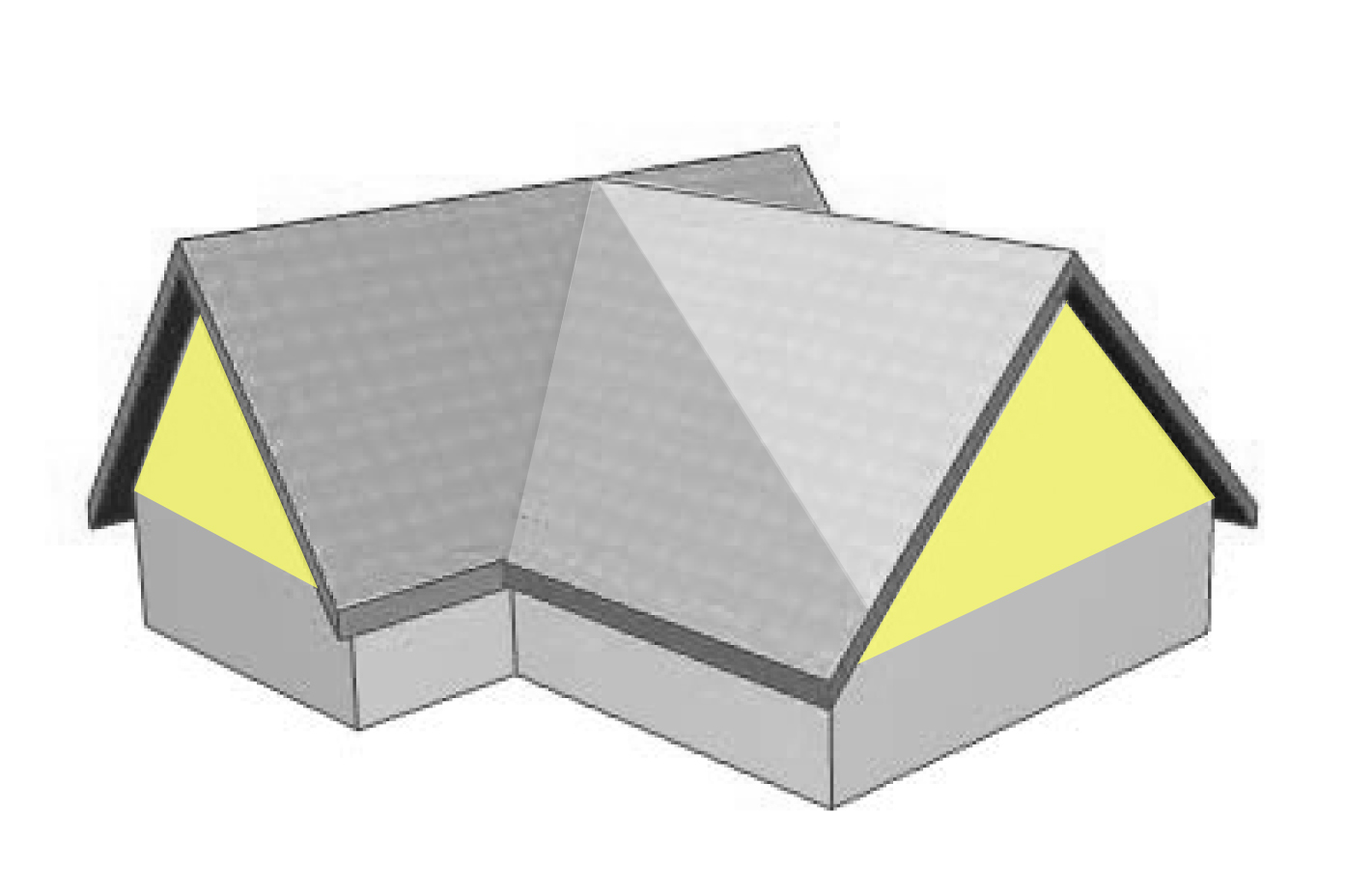
Gelb: Giebel

Giebelwand wird die giebelseitige Fassade eines Gebäudes  genannt; sie ist häufig weniger breit als die Längsseiten des Gebäudes. Die Schnittlinie zwischen Giebel und Dach bzw. der giebelseitige Dachüberstand ist der Ortgang.

## Begriffsherkunft
Das Wort Giebel ist im Deutschen seit dem 10. Jahrhundert belegt: althochdeutsch gibili, mittelhochdeutsch gibel. Das althochdeutsche Wort bedeutet Vorderseite. Nach Friedrich Kluge liegt vermutlich eine Übertragung des Begriffs auf althochdeutsch gëbal und mittelhochdeutsch gëbel (= Kopf) vor.

## Giebelformen
Der Giebel ist ein Teil des Dachs und damit eines der ältesten und bedeutendsten Elemente der Architektur.

Bezeichnungen am Dach

Die Form des Giebels hängt von der Dachform und -konstruktion ab. Bei der häufigen Form des Satteldaches entsteht ein Giebeldreieck. Bei einem Krüppelwalm entsteht eine trapezförmige Fläche, während ein Gebäude mit einem Walmdach keinen Giebel besitzt. Entsprechend der Dachneigung (steil/spitz bzw. flach) existieren auch die Begriffe Spitzgiebel und Flachgiebel. Ein Knickgiebel passt sich mit mehreren Winkeln der Dachform beispielsweise eines Mansarddaches an. Als Knickgiebel wird auch ein Schweifgiebel bezeichnet, dessen Wellen durch einen Knick unterbrochen werden. Ein Rundgiebel bildet die Front eines Tonnendachs, wenn er nicht als dachformunabhängiger Schildgiebel vorgesetzt ist.
Ein Zwerchgiebel steht zwerch (quer, also rechtwinklig) zum Giebel des Hauptdaches. Ein Giebel über einem Mittelrisalit, einem hervorspringenden Gebäudeteil, wird auch als Frontispiz bezeichnet.
Ragt die Giebelscheibe über Dachfläche und Dachfirst hinaus, ist es ein Schildgiebel. Das Dach schließt dann von hinten an den Giebel an, der eine eigenständige Form ausbilde kann. Ist der Giebel deutlich größer dimensioniert als das dahinterliegende Dach spricht man von einem Scheingiebel.
Giebelumriss und Giebelränder als wichtige Fassadenbestandeteile waren innerhalb der Architekturgeschichte vielfach Träger von Giebelzier. Bei repräsentativen Gebäuden sind sie teilweise mit Ornamenten oder Bauplastiken geschmückt.
Unter einem Ziergiebel wird nicht nur der geschmückte, verzierte Dachgiebel verstanden, sondern in der historischen Architektur auch die entsprechend verkleinerte Zierform als Bekrönung eines Portals oder eines Fensters. Bei einem vorspringenden Bauglied wird hier auch von einer Verdachung gesprochen. Vgl. auch Fronton, Supraporte.

Giebel
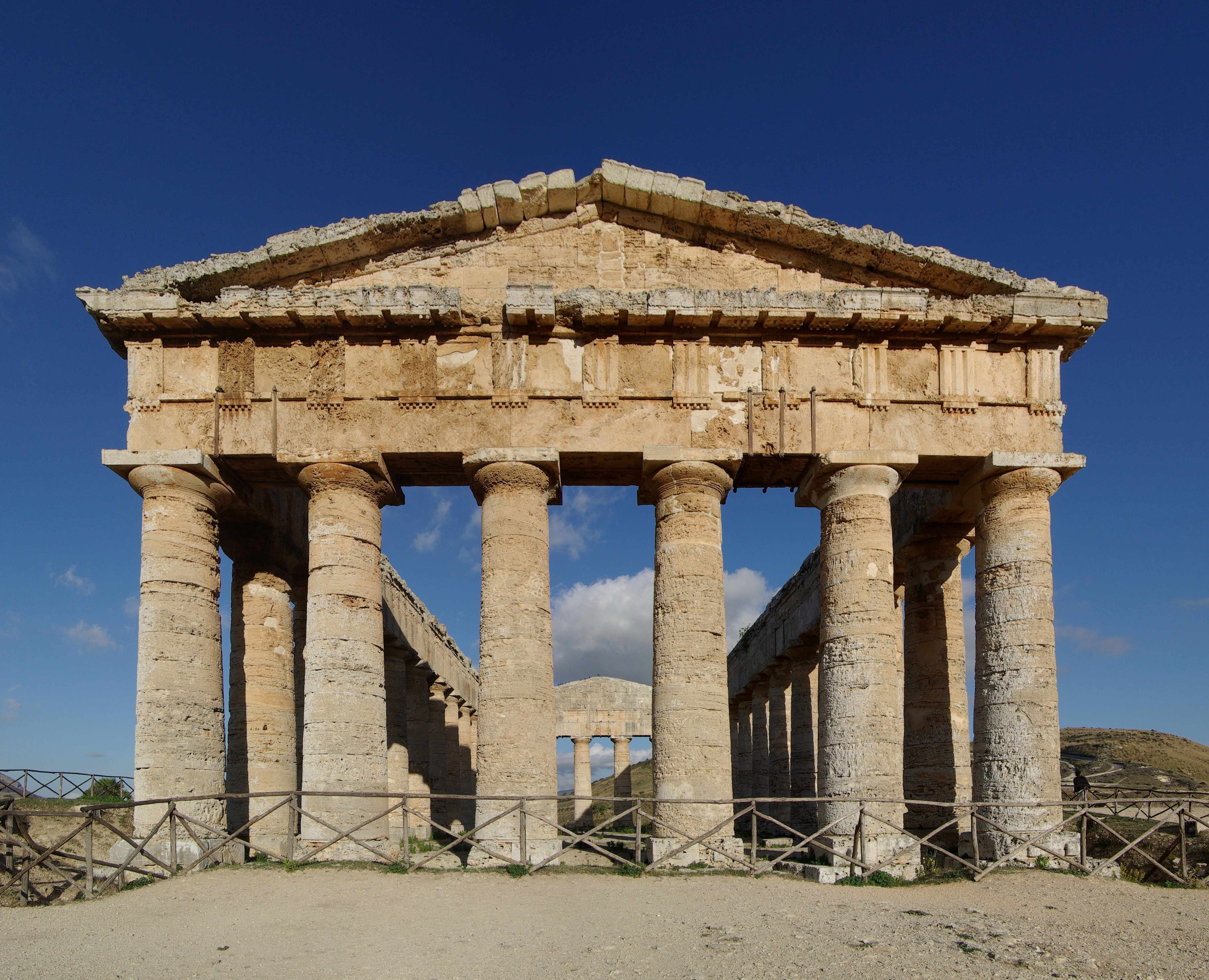
Klassisches Giebeldreieck (Tempel von Segesta, um 430/420 v. Chr.)
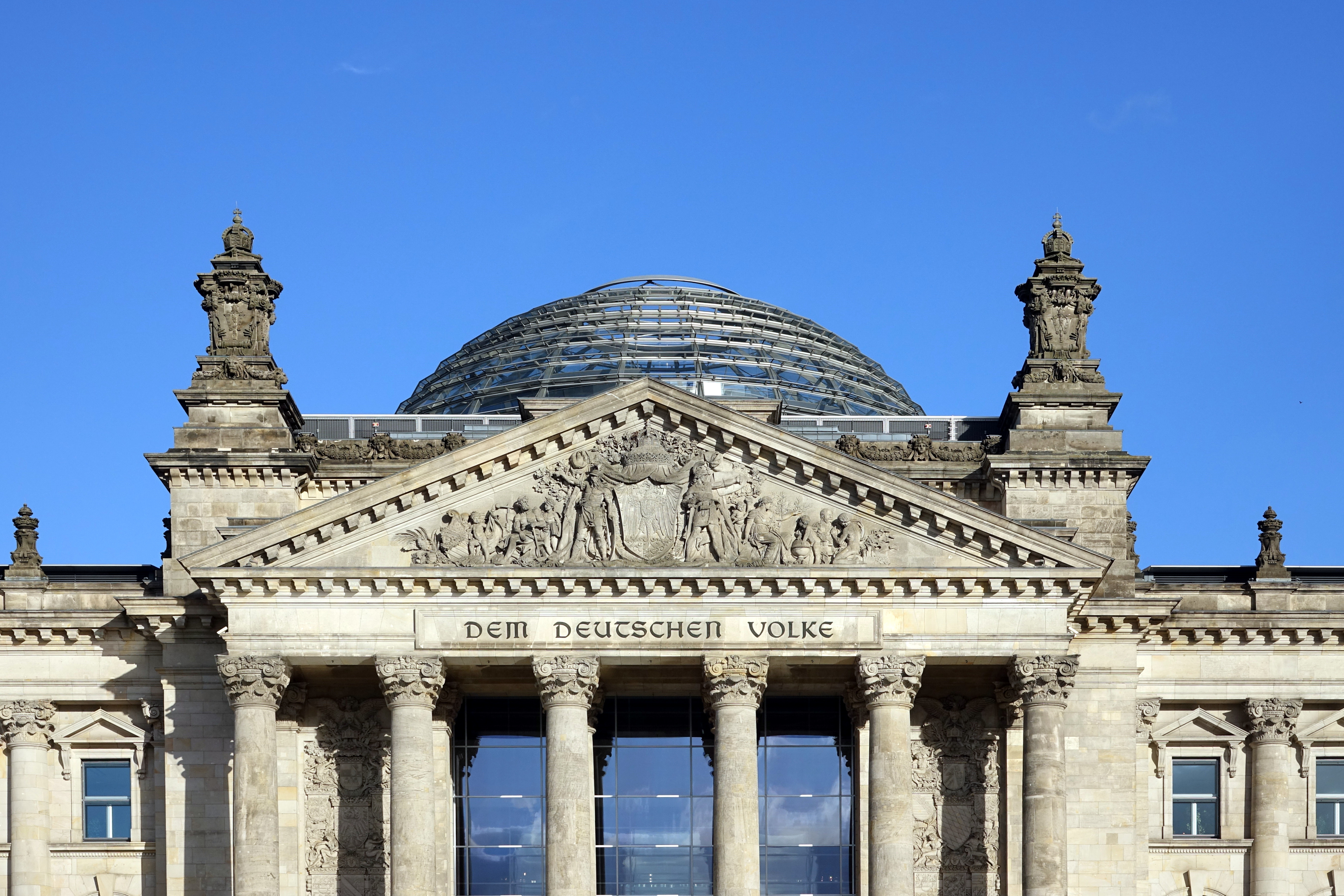
Neubarockes Giebeldreieck (Frontispiz) über dem Portikus des Berliner Reichstags
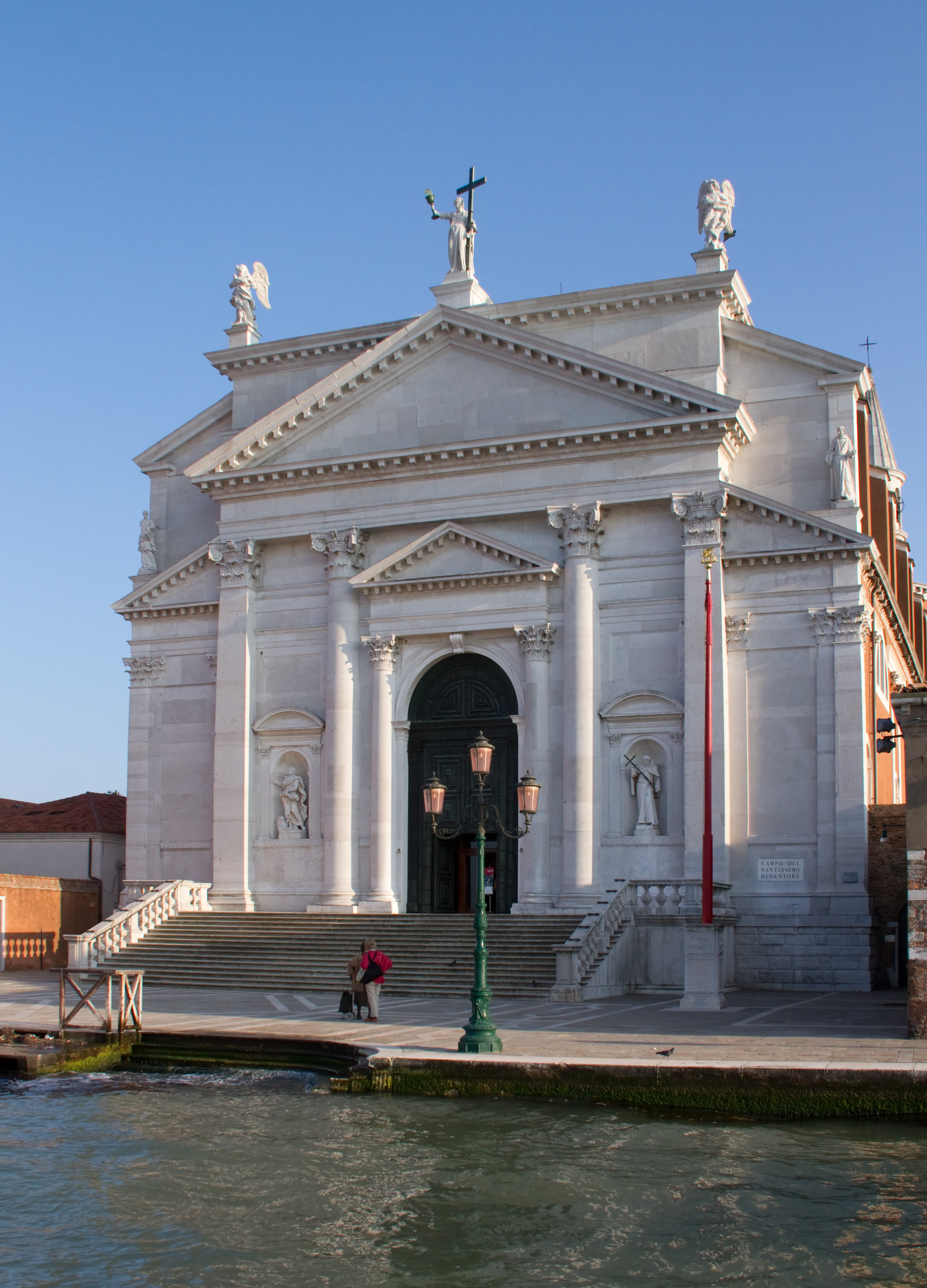
Verschiedene Giebelmotive an einer Renaissance-Blendfassade (Il Redentore in Venedig, Andrea Palladio, ab 1577)
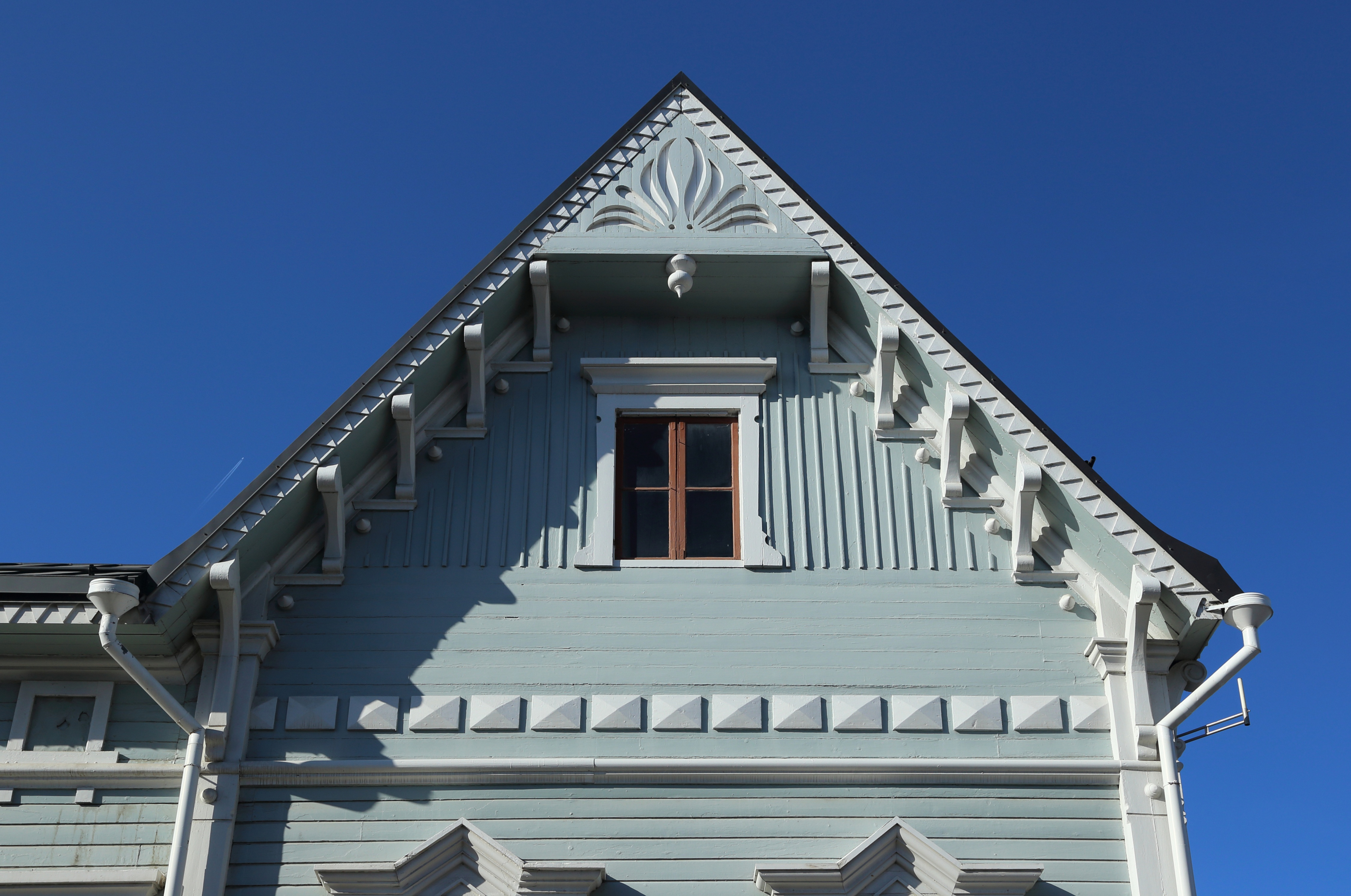
Hölzerner Ziergiebel in Finnland
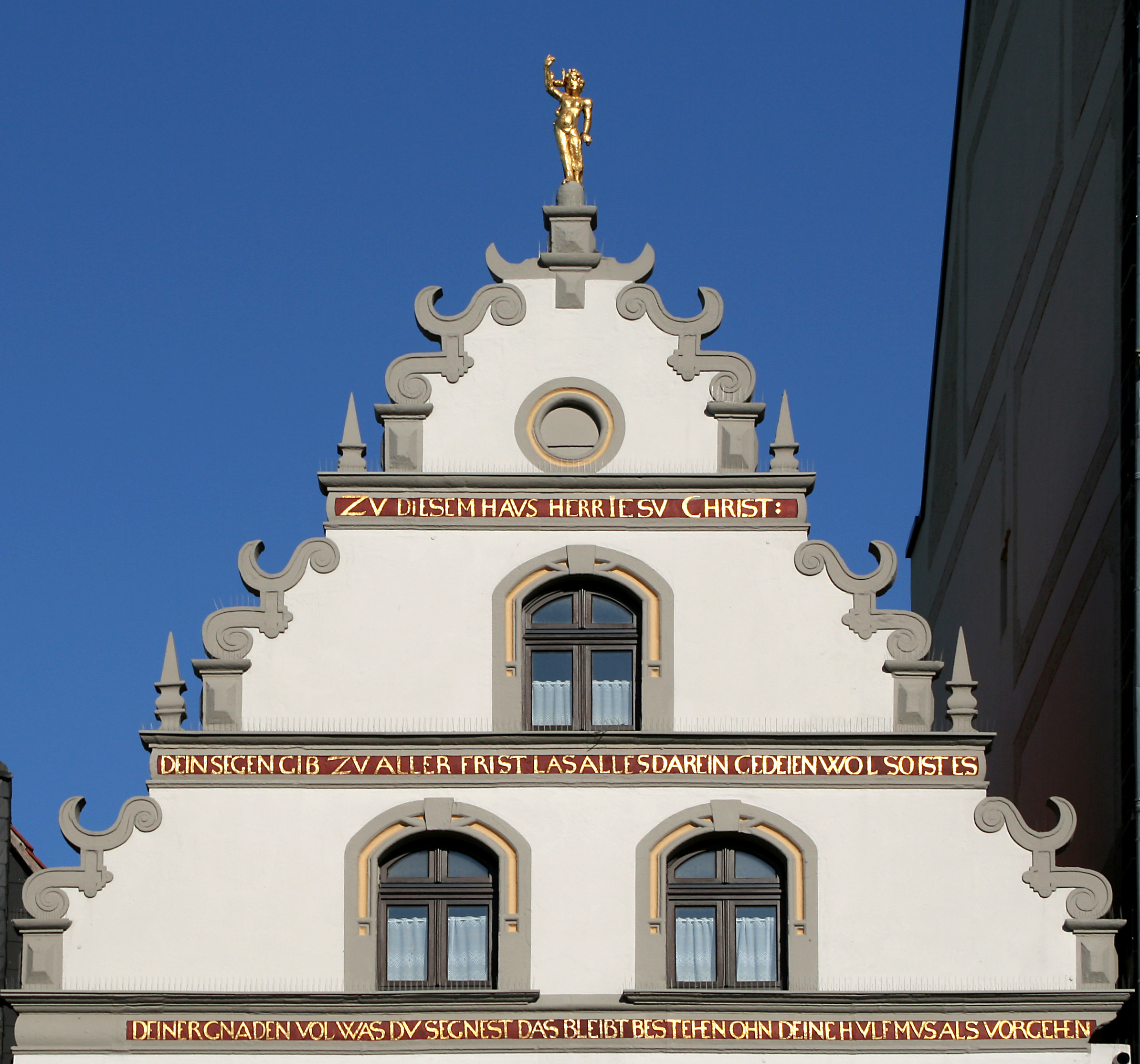
Ziergiebel der Renaissance in Braunschweig
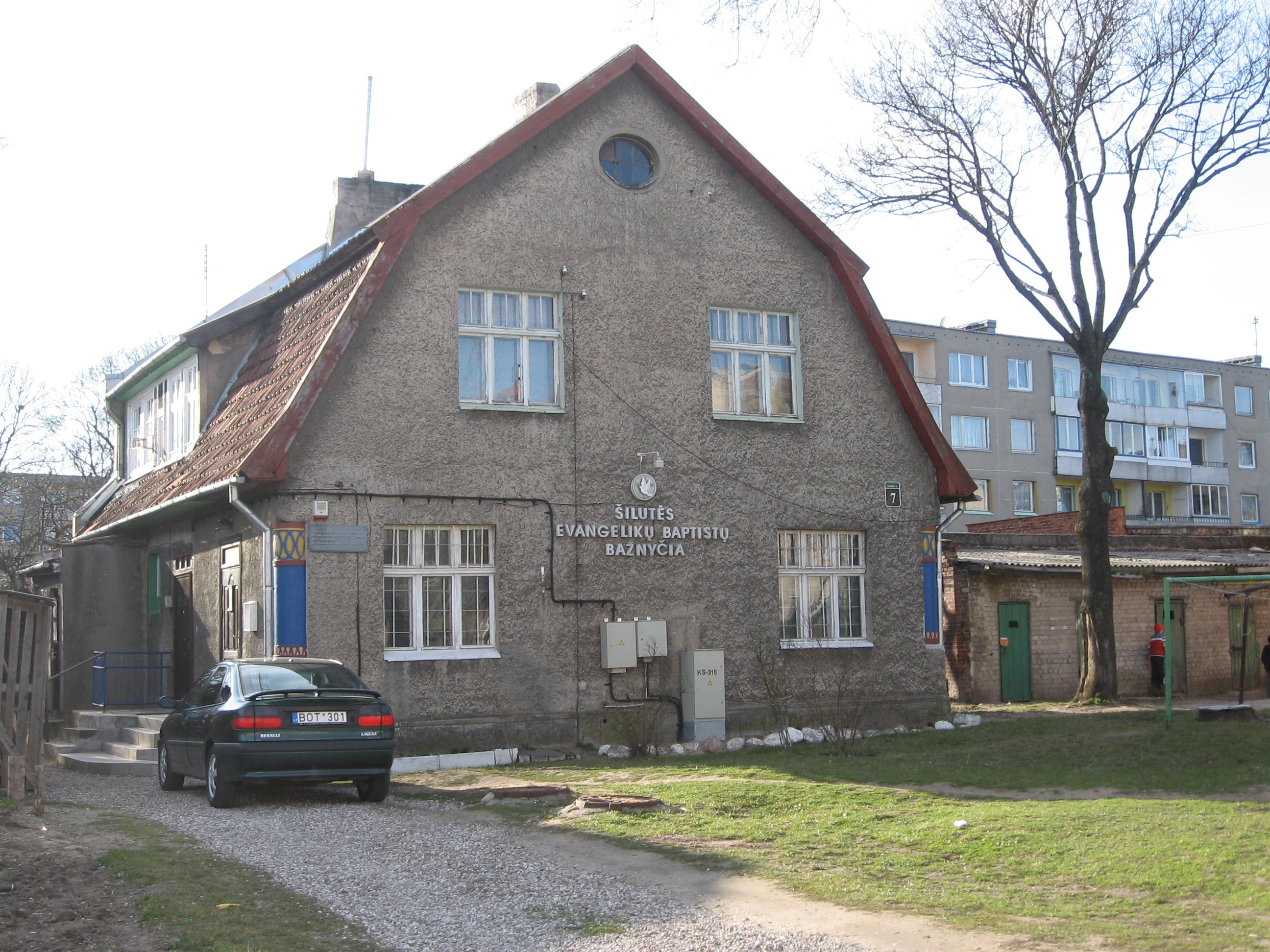
Geknickter Giebel eines Mansarddachs
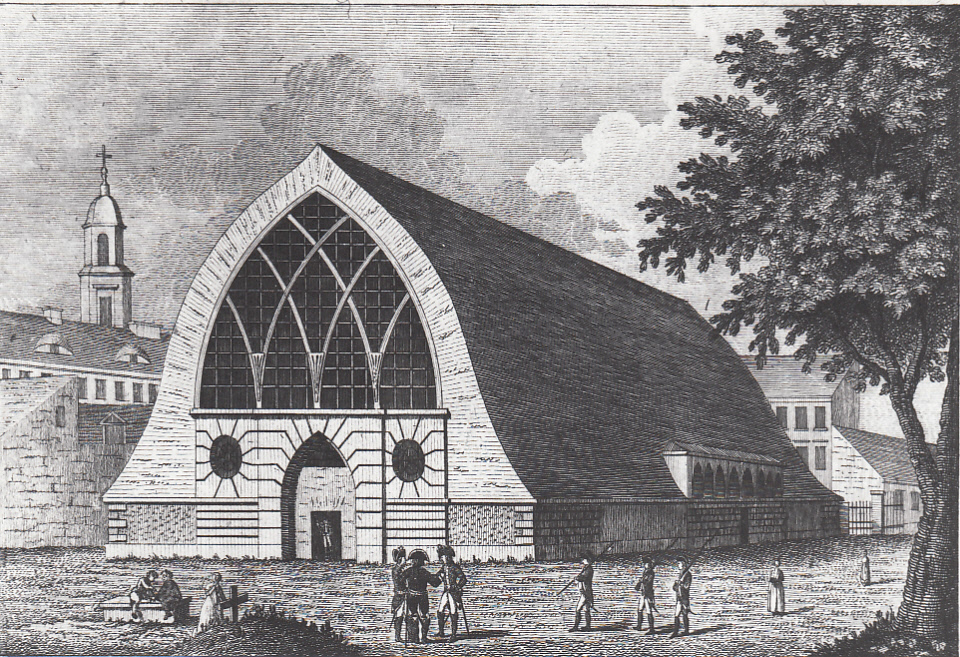
Bogenförmiger Giebel eines Bohlendachs
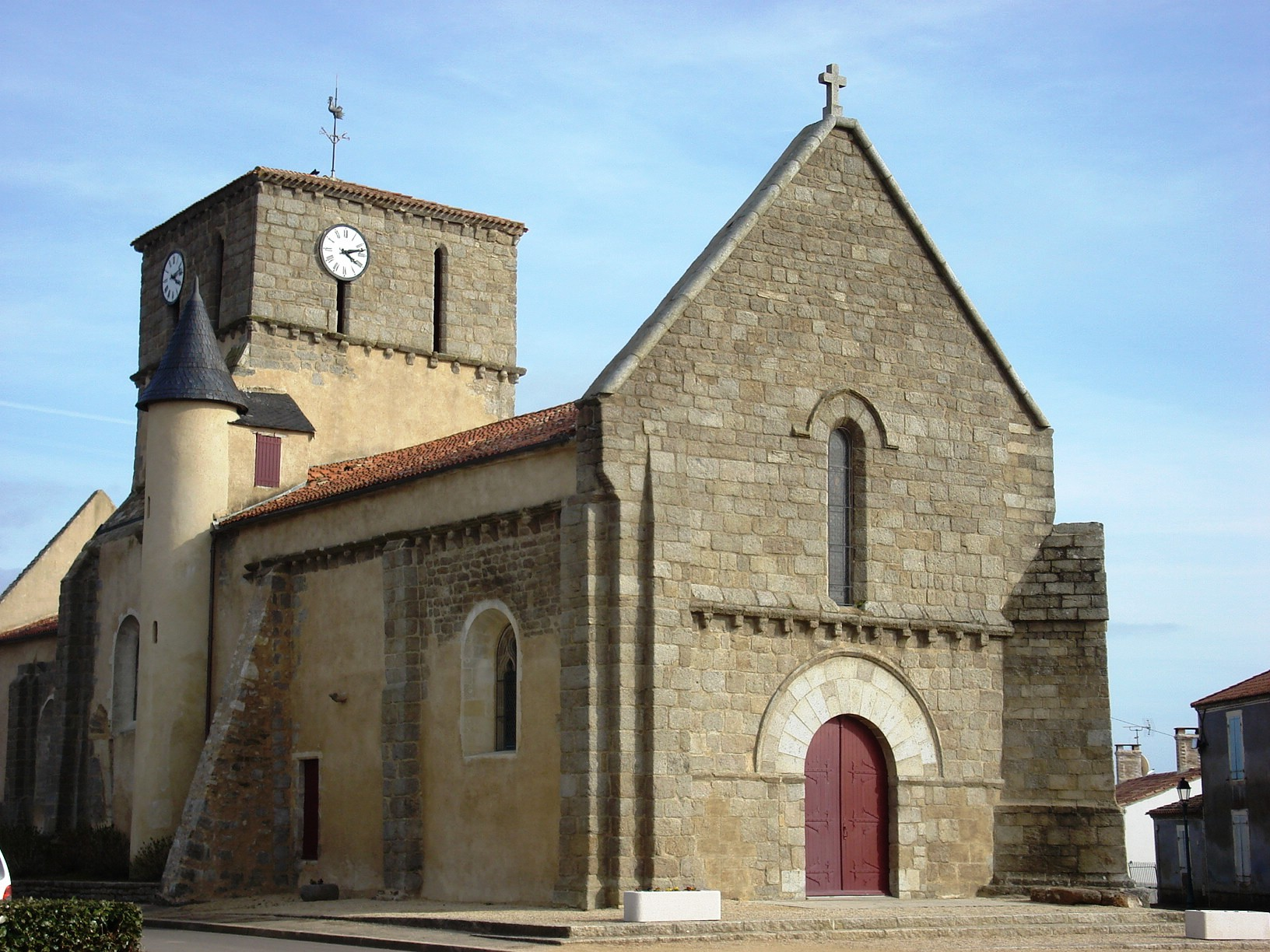
Scheingiebel der Kirche Saint-Martin in Le Bernard, Vendée
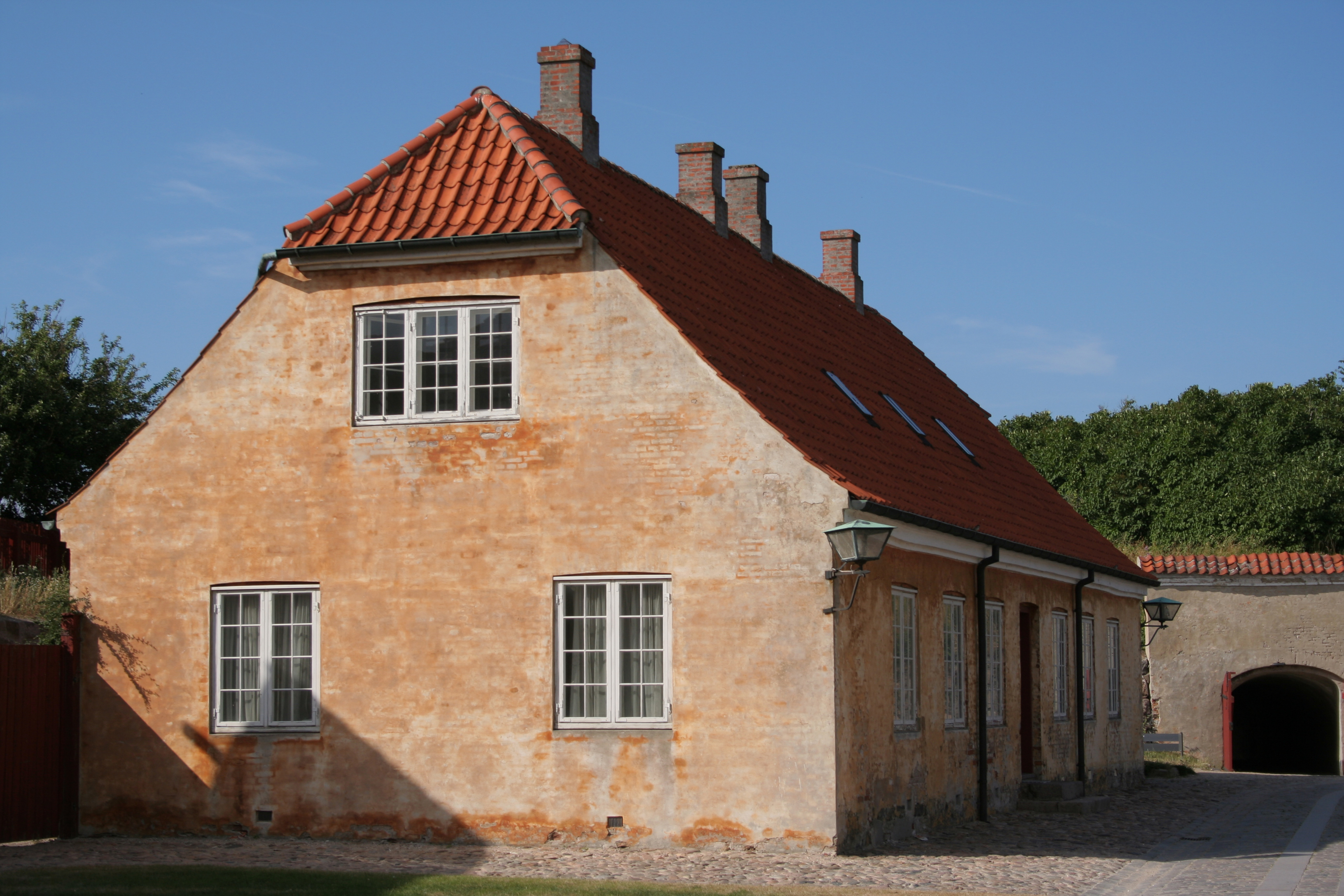
Giebel eines Krüppelwalmdachs
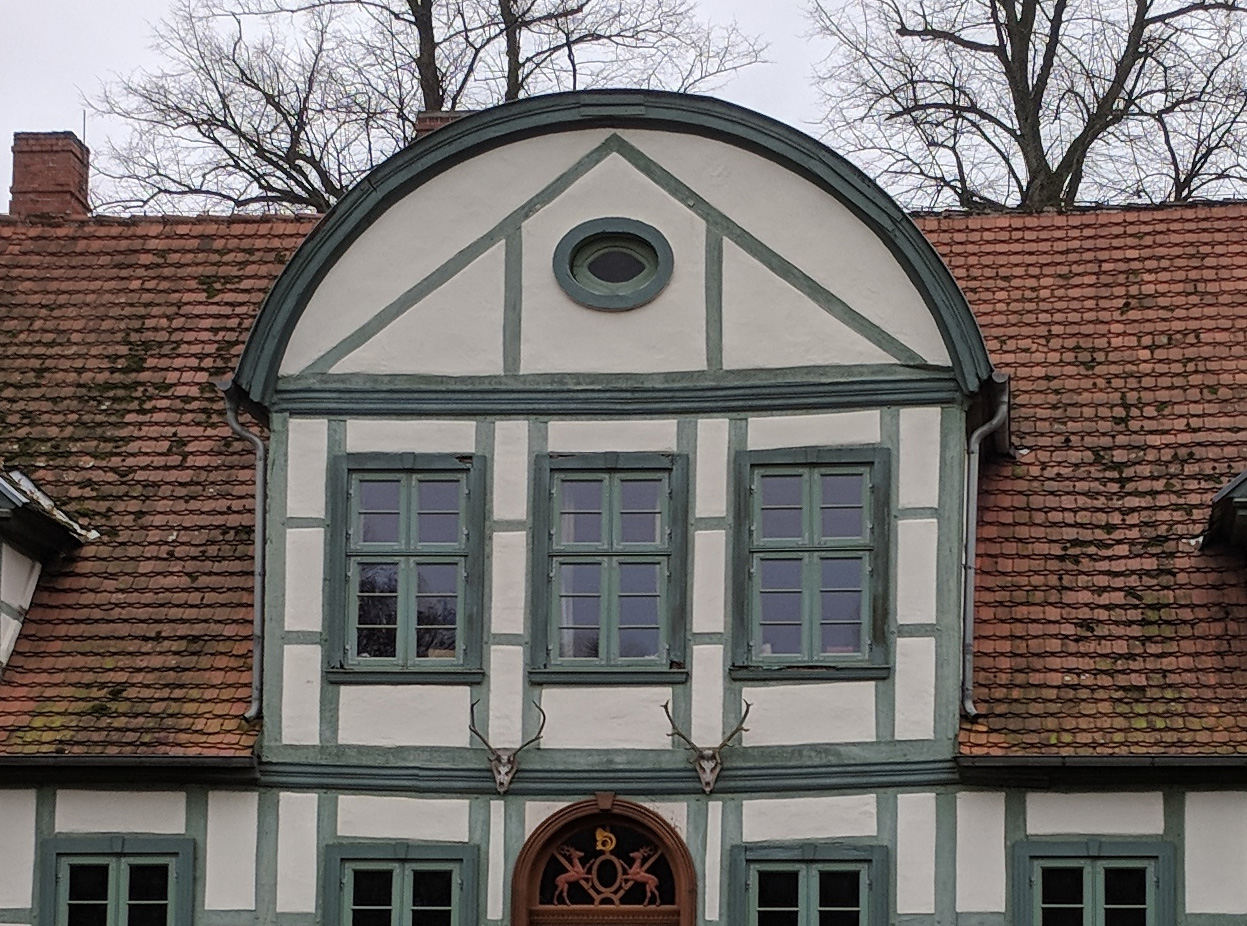
Tonnenförmiger Giebel eines Zwerchhauses
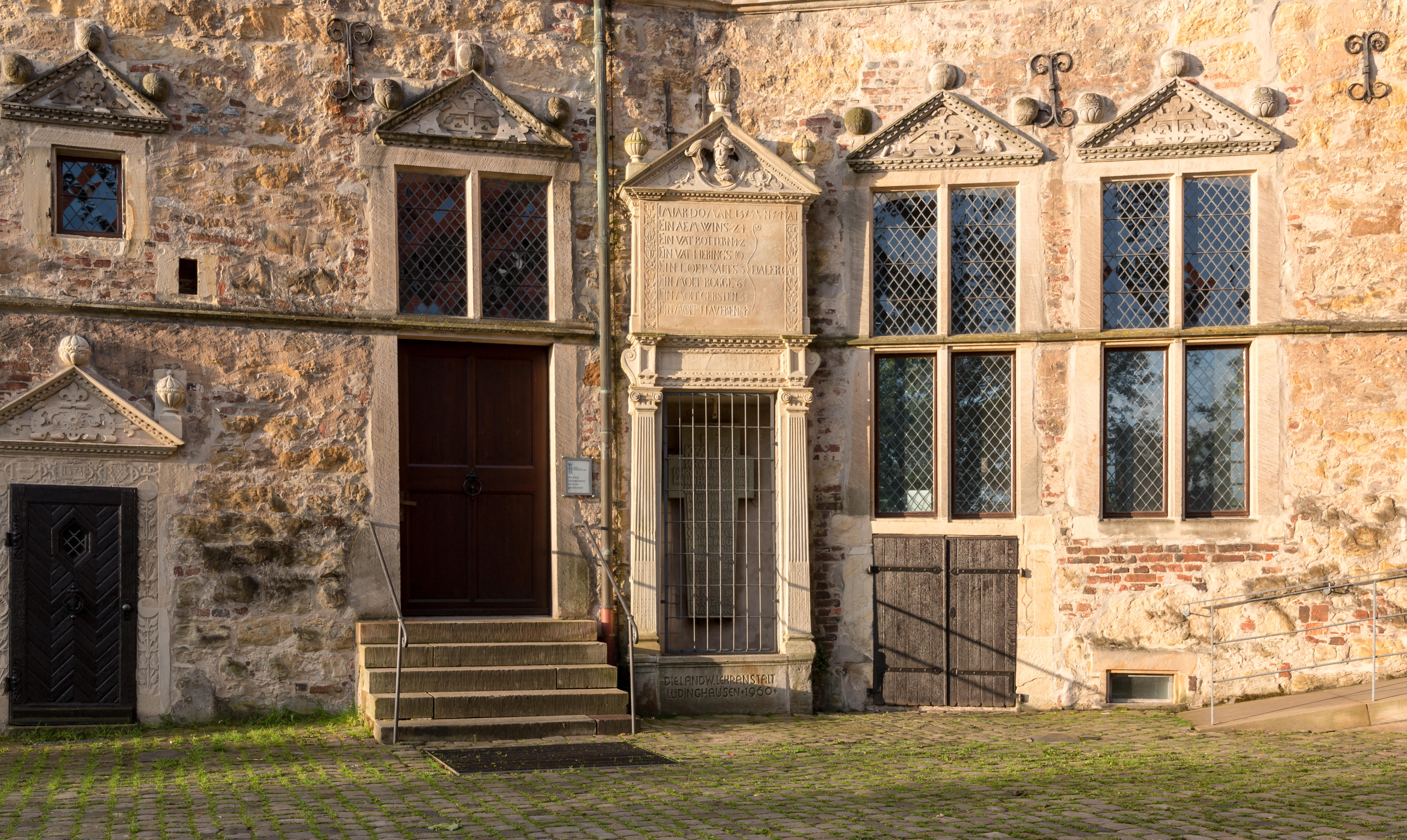
Giebelförmige Verdachungen über Portalen und Fenstern
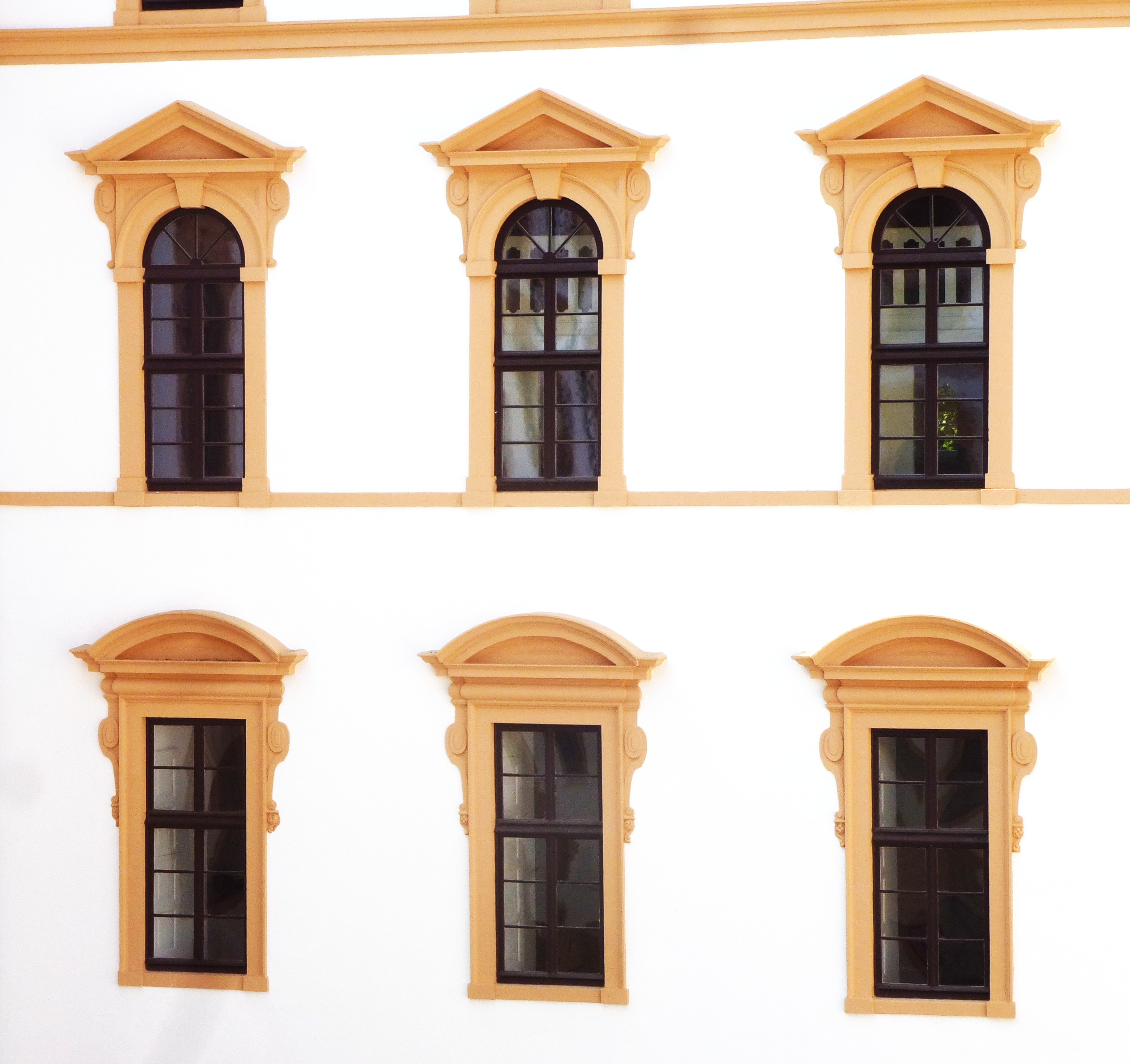
Giebelförmige Fensterverdachungen (Schloss Celle, 17. Jahrhundert)

| Bezeichnung                                                                  | Beschreibung | Abbildung |
| ---------------------------------------------------------------------------- | --- | --------- |
| Dreiecksgiebel, auch Tempelgiebel, Pediment, Fronton, Frontispiz, Ziergiebel | Der flache Dreiecksgiebel findet sich bereits in der griechischen Architektur der Antike. Er wurde in der Renaissance, im Barock und im Klassizismus aufgegriffen. Dabei findet sich – wie bereits in der Antike – auch die gesprengte und verkröpfte Ausführung. Zahlreiche Variationen tauchen als Bekrönung oder Verdachung über Türen und Fenstern als Ziergiebel auf. |           |
| Staffelgiebel, auch Treppengiebel oder Stufengiebel                          | Beim Staffelgiebel ist die Kontur seitlich abgetreppt. Diese Form entstand zunächst aus technischen Gründen, um die einzelnen waagerecht durchgeführten Steinschichten gerade abzuschließen und mit Dachziegeln eindecken zu können. Der Staffelgiebel war dominierend in den Gebieten der Backsteingotik, insbesondere im Nord- und Ostseeraum vom 14. bis zum 17. Jahrhundert. Während der Renaissance wurden gestaffelte Giebel mit Obelisken und Voluten geschmückt. Voluten wurden damals als Ornamente verwendet, die zwischen waagerechten und senkrechten Bauteilen vermitteln sollten. Insofern wurden die Stufen des Staffelgiebels damit „verschleift“. Es entstand der Volutengiebel. |           |
| Schildgiebel                                                                 | Giebel, dessen frontale Mauerscheibe über Dachfläche und Dachfirst hinausragt. |           |
| Schweifgiebel                                                                | Der Schweifgiebel oder geschweifte Giebel hat einen geschweiften Umriss. |           |
| Schweifwerkgiebel                                                            | Mit Schweifwerk dekorierter Giebel. |           |
| Volutengiebel                                                                | Der Volutengiebel ist durch seitliche Voluten eingerahmt. Voluten wurden in Renaissance und Barock als Ornamente verwendet, die zwischen waagerechten und senkrechten Bauteilen vermitteln sollten. Ausgehend von Italien verbreitete sich diese Giebelform während der Hochrenaissance in vielen Variationen in fast allen Ländern der Renaissance, besonders in den Niederlanden und in Deutschland, und wurde bis in das 18. Jahrhundert hinein verwendet. |           |
| Gesprengter Giebel                                                           | Die Seiten des Giebels sind nicht bis ganz oben geführt, das Mittelteil ist ausgespart. Dieses Merkmal der Giebelausführung ist immer mit einer konkreten Giebelform kombiniert. |           |
| Verkröpfter Giebel                                                           | Das Mittelteil tritt gegenüber den Seitenteilen vor oder zurück. Dieses Merkmal der Giebelausführung ist immer mit einer konkreten Giebelform kombiniert. |           |
| Scheingiebel, auch Blendgiebel                                               | Die Giebelform nimmt keinen Bezug auf die Dachform oder Neigung. Dies ist besonders ausgeprägt im Inn-Salzach-Stil. |           |
| Glockengiebel                                                                | Mauerartiger Giebelaufbau mit einer oder mehreren Öffnungen, in denen Glocken aufgehängt sind. |           |
| Kapitänsgiebel (auch Friesengiebel)                                          | Bezeichnet in Norddeutschland ein aus dem Dach besonders hoch aufragendes Zwerchhaus. |           |

Diese Giebelformen und -ausführungen wurden im 19. Jahrhundert, in der Architektur des Historismus, wieder aufgegriffen. Bereits vorher wurden sie nicht nur in der Baukunst, sondern auch bei der Gestaltung von Möbeln und anderen Gebrauchsgegenständen benutzt.

## Giebelschmuck

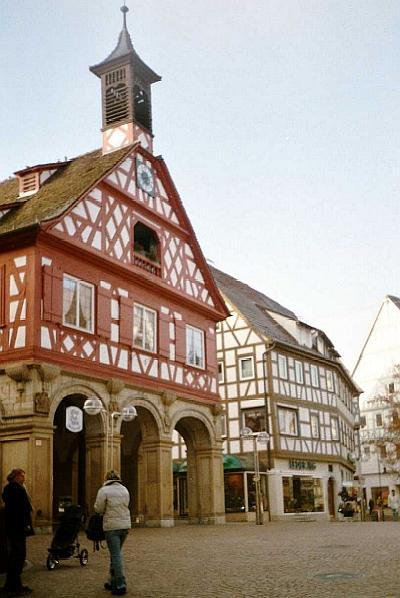
Giebelreiter auf dem historischen Rathaus in Waiblingen

In der antiken Architektur, insbesondere dem Tempelbau, ist das Tympanon die dreieckige Giebelfläche, die durch ihre Größe und Frontalität hervorgehoben war und mit figürlichem oder ornamentalem Dekor versehen wurde. Giebelfeld ist eine Eindeutschung von Tympanon, bezeichnet allgemein aber auch ein Giebeldreieck, insbesondere wenn dies von Gesimsen eingefasst und plastisch geschmückt ist.
- Das Giebelgesims ist ein Gesims, das den schräg ansteigenden Giebelschenkel (Ortgang) begleitet.[18] Im Zusammenhang mit der antiken Architektur wird auch der Begriff Schräggeison verwendet.
- Als Giebelfuß bezeichnet dabei eine waagerechte untere Begrenzungslinie, beispielsweise als Giebelfußgesims.[18]
- Die Giebelspitze, als der höchste Punkt eines Giebels, wurde besonders betont und gestaltet.
- Die Giebelähre ist eine ährenartige Verzierung auf Giebel- und Turmspitzen, die im Mittelalter und während der Renaissance aus Eisen oder gebranntem Ton hergestellt wurde.[18]
- Die Giebelblume ist eine Bezeichnung für eine stilisierte Blume, die, oft mit Figuren, Abzeichen und Symbolen verbunden, insbesondere in der Gotik zur Bekrönung von Giebeln und Dachfirsten diente, beispielsweise in Form einer Kreuzblume.
- Der Giebelreiter ist ein Dachreiter, ein Dachaufbau häufig als kleiner Turm, der auf dem Giebel aufsitzt.[18] Er gilt als ein Merkmal städtischer Profanbauten, findet sich also beispielsweise bei historischen Rathäusern.
- Der Giebelspieß ist im Holzbau der Schweiz ein über die Giebelspitze hinaus hochgeführter Holzständer.[18] In Westfalen, und dort insbesondere im Ravensberger Land wird der Giebelspieß bzw. Giebelpfahl oder Firstpfahl als Geckpfahl bezeichnet.
- Die Giebelzinne kann ein Akroterion meinen, ein antikes Architekturelement zur Bekrönung von Giebeln, beziehungsweise dessen Nachbildung in einer späteren Epoche.[18]
- Der Giebelbogen ist eine Bezeichnung für einen Spitzbogen mit geraden Bogenschenkeln, er tritt in der romanischen und angelsächsischen Ornamentik auf.[19]
- Das Giebelgebänk ist eine seltene alte Benennung für Wimperg, einen gotischen Ziergiebel.[18]
- Die Schaumburger Mütze ist eine gewölbte Verkleidung der Giebelfläche im Schaumburger Land.
- Pferdeköpfe bezeichnet nach oben verlängerte Windbretter, die sich vor dem First kreuzen und als Pferdeköpfe gestaltet sind.

## Konstruktion
Der Giebel liegt in der Regel an der Schmalseite eines Gebäudes. Da eine Balkenlage als innere Geschossdecke normalerweise über den schmaleren Abstand gespannt ist, liegen deren Balken häufig parallel zum Giebel. Der Giebelbalken (oder Ortbalken) ist derjenige Balken, der unmittelbar neben dem Giebel(mauerwerk) angebracht ist. Ein sogenannter Giebelanker verbindet eine Giebelwand mit einer Balkenlage. Ziel ist die Rückverankerung und Aussteifung des Mauerwerks. Diese Technik kann als historisch gelten, heute werden dazu in der Regel Stahlbetonbauteile verwendet. Im 19. und frühen 20. Jahrhundert war die Verankerung von Mauerwerk in die Holzbalkendecken der Geschosse mit Hilfe von Metallankern jedoch noch die gängige Methode.
Giebelsparren werden die äußersten an einem Dachgiebel befindlichen Sparren des Daches genannt. Eine andere Bezeichnung ist auch Giebelbinder. Die Giebelsäule ist die Säule – als Stütze – eines Dachstuhls, die den Giebel unterstützt, die Last nach unten abträgt. Ein Giebelgebinde ist ein Verbund von Dachsparren und Kehlbalken, entweder als (ausgemauerte) Giebelfläche oder unmittelbar hinter einem massiven Giebel (aus Mauerwerk) als Teil des Dachstuhls. Die Giebelschwelle ist die Schwelle eines Giebelgebindes, bei Fachwerkhäusern kann auch die Schwelle der gesamten Giebelwand gemeint sein.

## Giebelständig

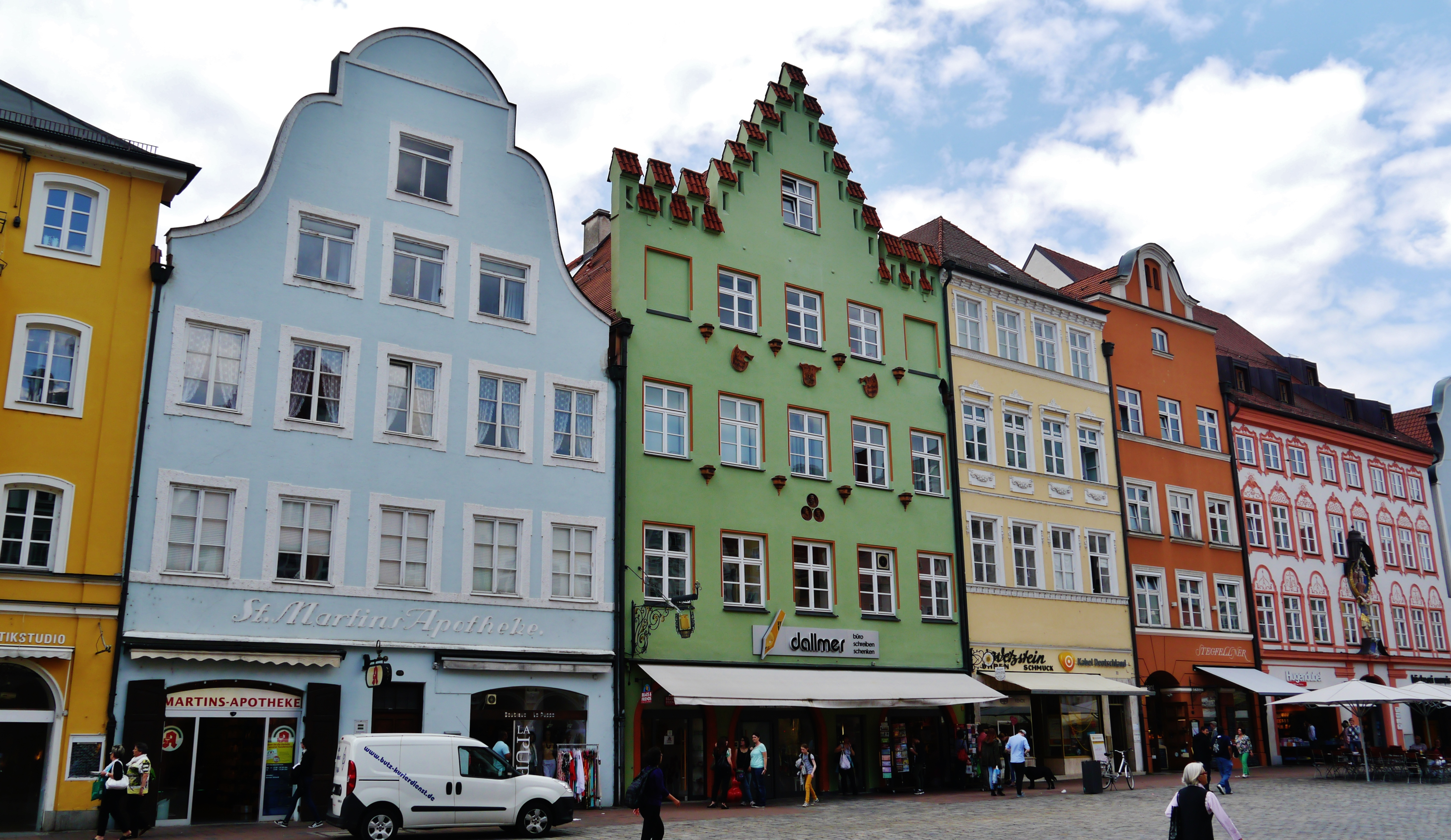
Giebelhäuser unterschiedlicher Form links und traufständiges Haus rechts in Landshut

Giebelständig bezieht sich auf die Orientierung eines Gebäudes in Bezug zu einer erschließenden Straße, oder einem Platz. Bei giebelständiger Bauweise steht die Giebelseite eines Gebäudes parallel zur Straße, während der Dachfirst quer zu dieser steht. Ein derartig ausgerichtetes Gebäude wird auch als Giebelhaus bezeichnet. Ein Giebeldach ist in diesem Zusammenhang ein Satteldach, dessen Giebel Teil der Gebäudefront ist. Giebelständige Bauweise gilt als typisch für deutschsprachige Straßenbilder der Gotik und der Renaissance. Der Gegenbegriff zu giebelständig in Architektur und Stadtplanung ist traufständig.

## Besondere Giebelbauwerke
- Ein Giebelturm ist ein Turm mit einem Satteldach, er besitzt insofern zwei Giebel, der doppelte Giebelturm vier.[18] Der doppelte Giebelturm ist mit einem Kreuzdach abgedeckt. Andere verwenden den Begriff Giebelturm auch für einen Turm, der auf einem Giebel aufsitzt, vergleichbar einem großen Giebelreiter, und unabhängig von der Dachform des Turmes.[7]
- Ein Glockengiebel ist ein Giebelaufbau mit einer oder mehreren Öffnungen, in denen Glocken hängen. Der Glockengiebel ist oft selbst mit einem Dreiecksgiebel abgeschlossen. Er findet sich bei kleinen Kirchen oder Kapellen vor allem im Mittelmeerraum.[20] Sonderformen sind die stets dreigeteilten Clochers trinitaires genannten Giebel an den Kirchen im baskischen Pays de Soule und die beinahe burgartig wirkenden rechteckigen Glockengiebel (franz. clochers mur) im Raum von Toulouse.
- Bereits im Mittelalter erhielten viele romanische Kirchenbauten im Süden und Südwesten Frankreichs (vor allem in der Charente) einen – oft schmucklosen – Rechteckgiebel, der die reale oder symbolische Wehrbereitschaft der Kirche und der Bewohner der jeweiligen Ortschaft im Vorfeld des Hundertjährigen Krieges andeutete.
- Selten ist ein Kranz von Giebeln über den Kapellen einer Kirchenapsis.

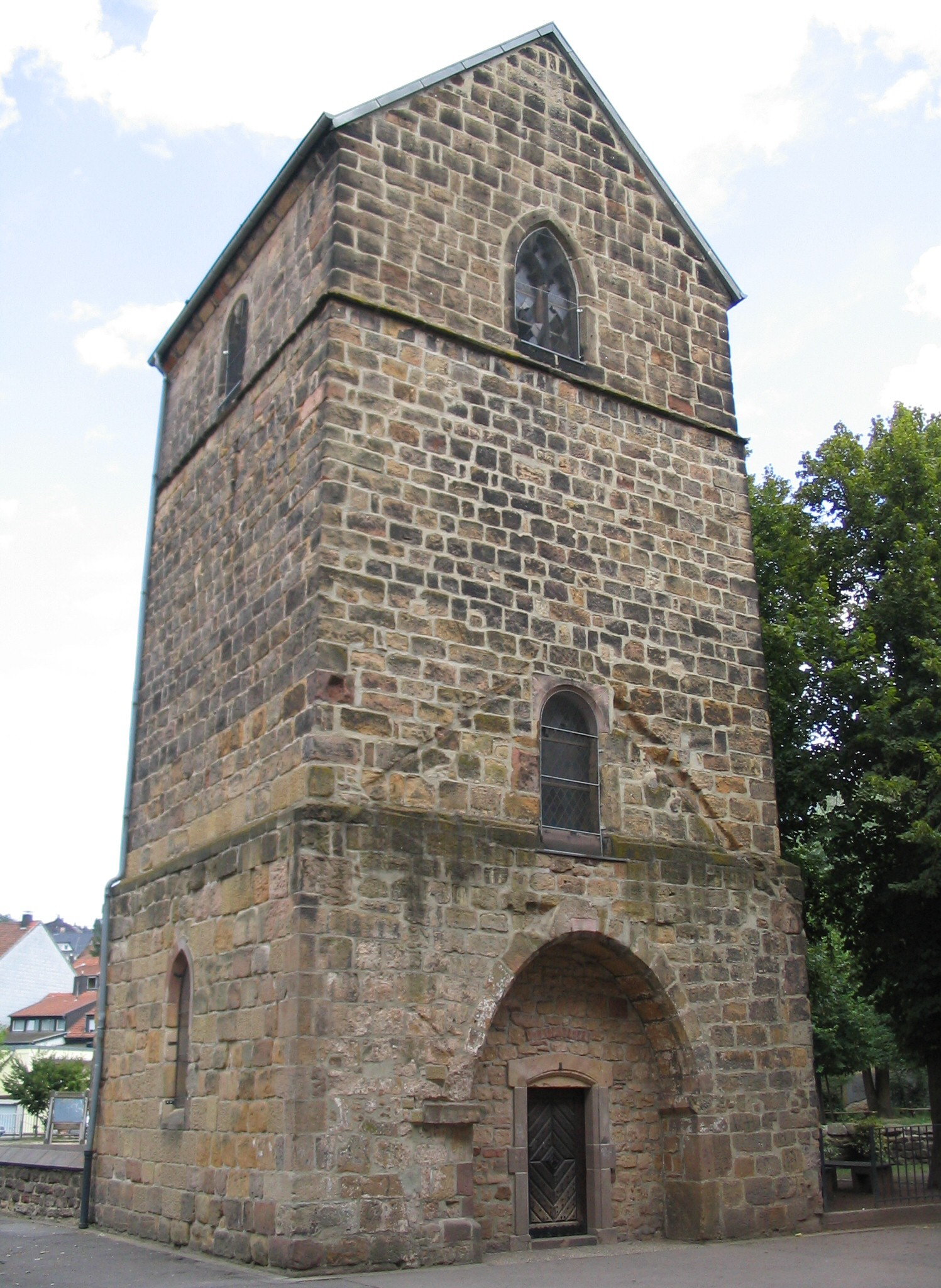
Der Alte Turm in Dudweiler ist ein einfacher Giebelturm.
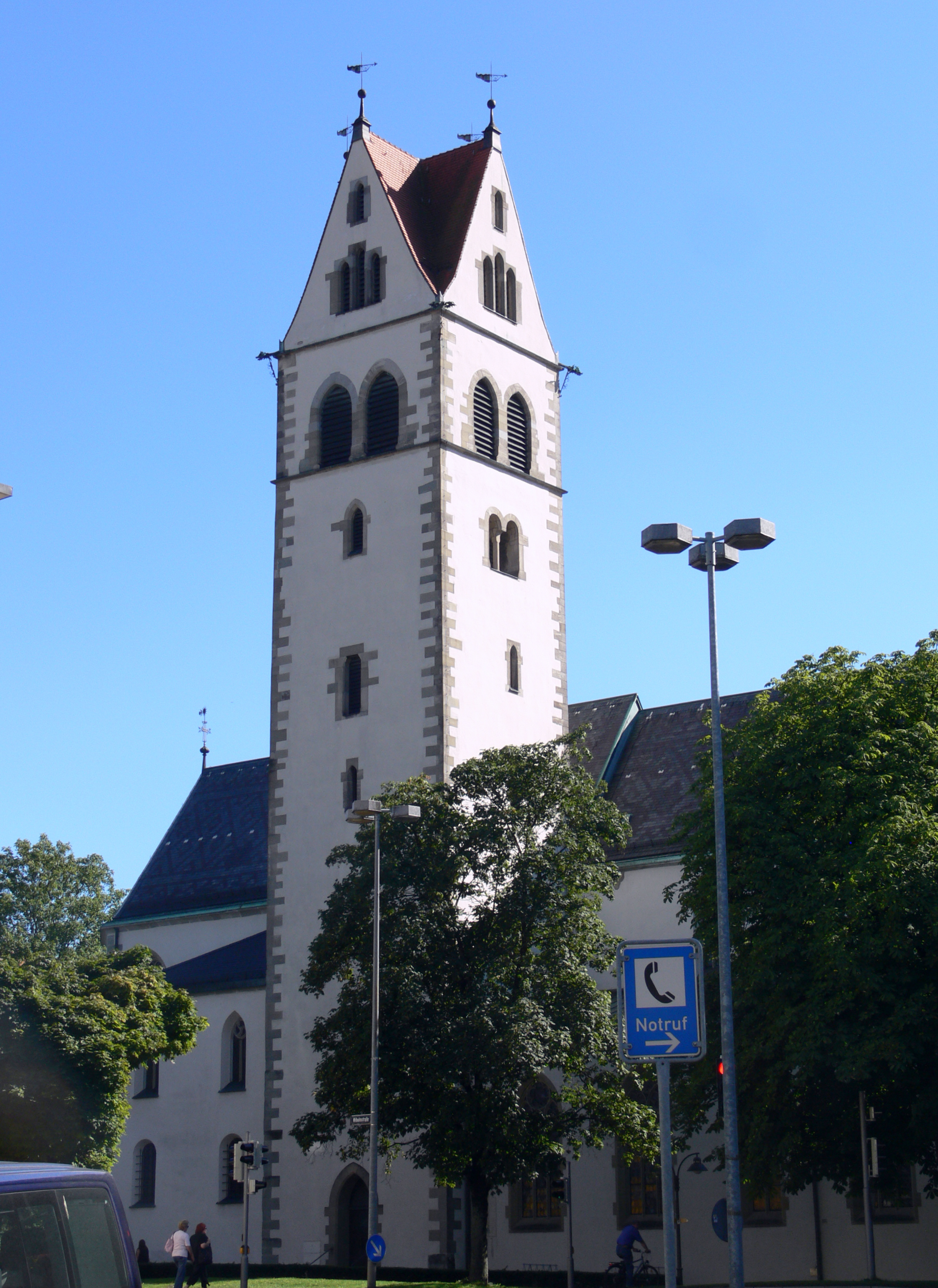
Kreuzdach mit vier Giebeln (Liebfrauenkirche in Ravensburg)
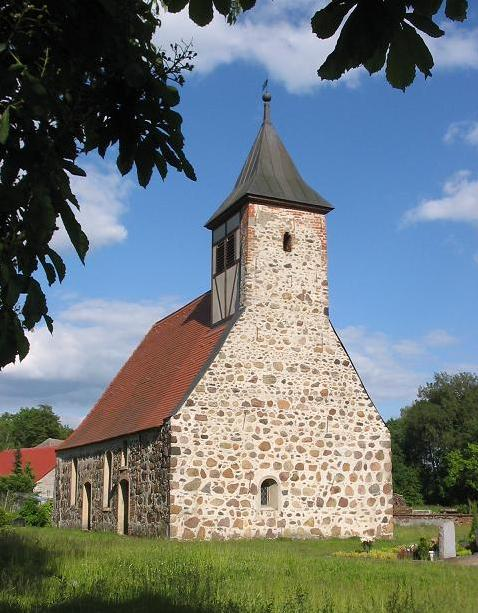
Giebelturm auf dem Giebel der Feldsteinkirche in Gömnigk
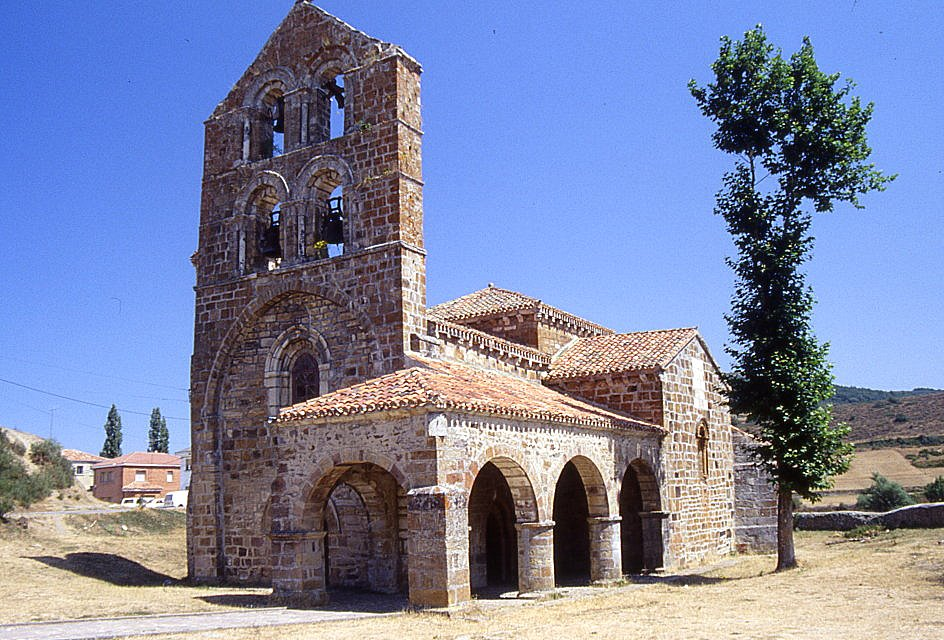
Glockengiebel der Kirche San Salvador in San Salvador de Cantamuda, Provinz Palencia, Spanien
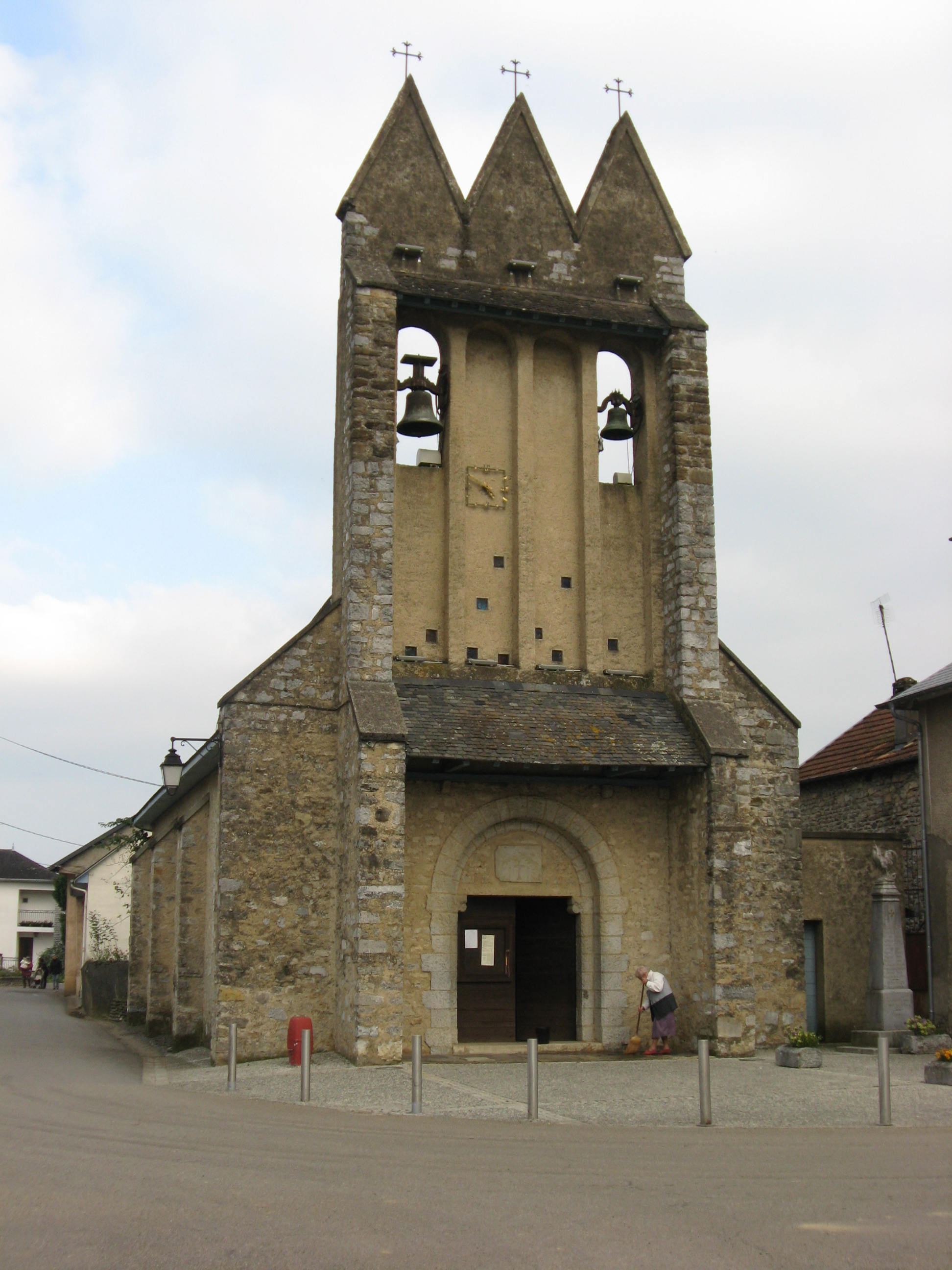
Clocher trinitaire an der Kirche von Agnos, Baskenland
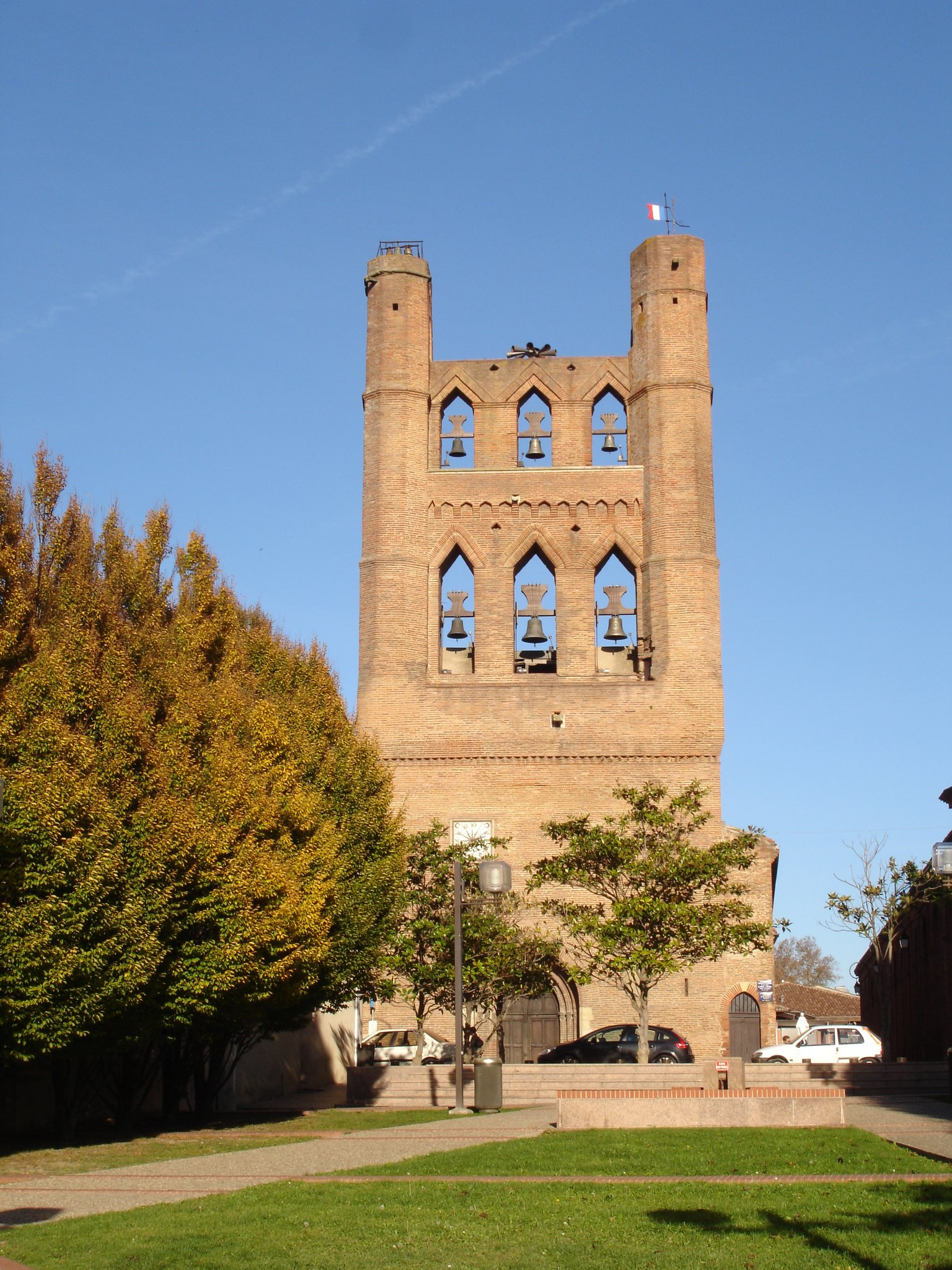
Glockengiebel in Villefranche-de-Lauragais, Haute-Garonne
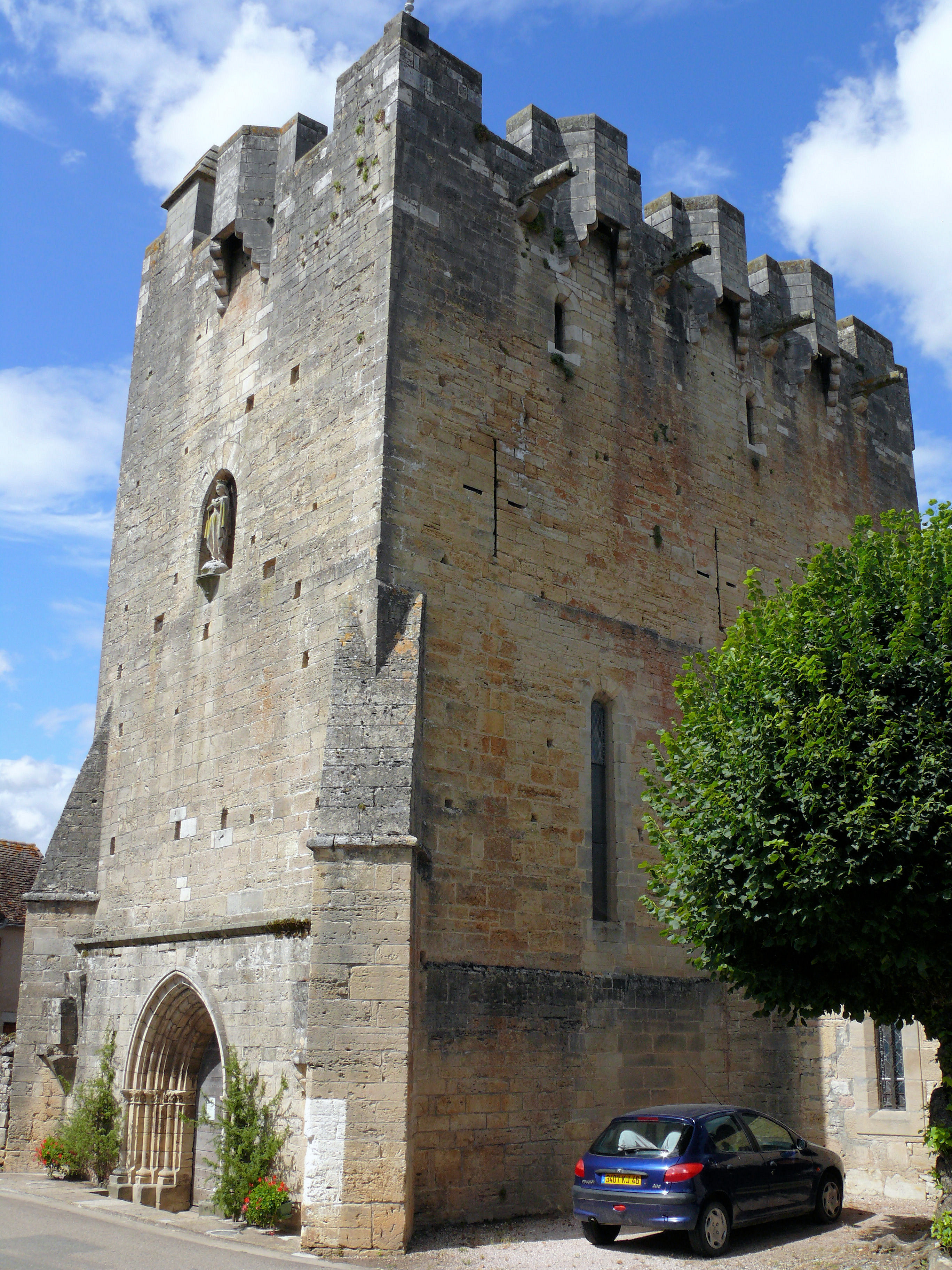
Giebellose Wehrkirche von Rudelle, Lot
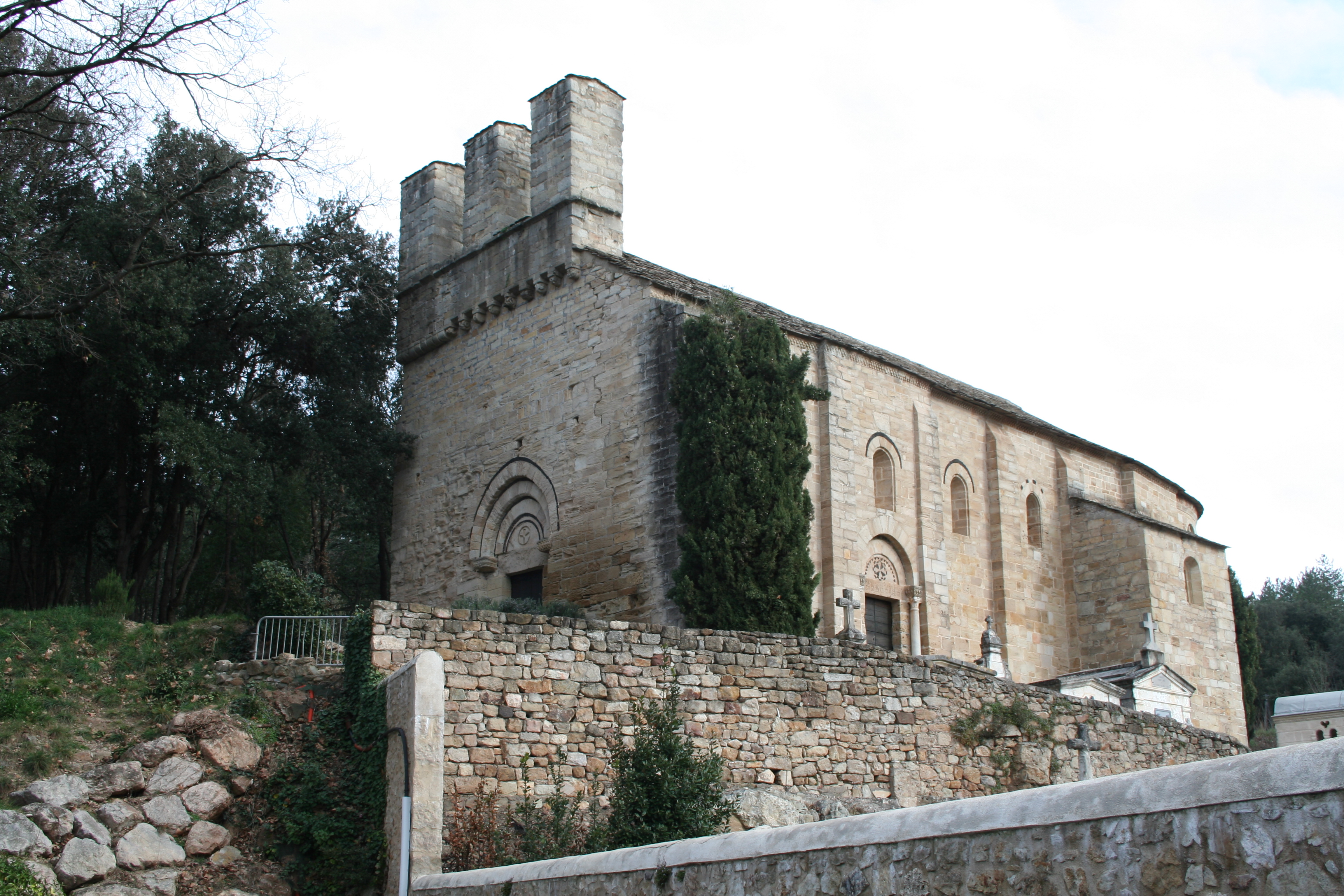
Zinnengiebel an der Église Saint-Pierre-de-Rhèdes in Lamalou-les-Bains, Hérault
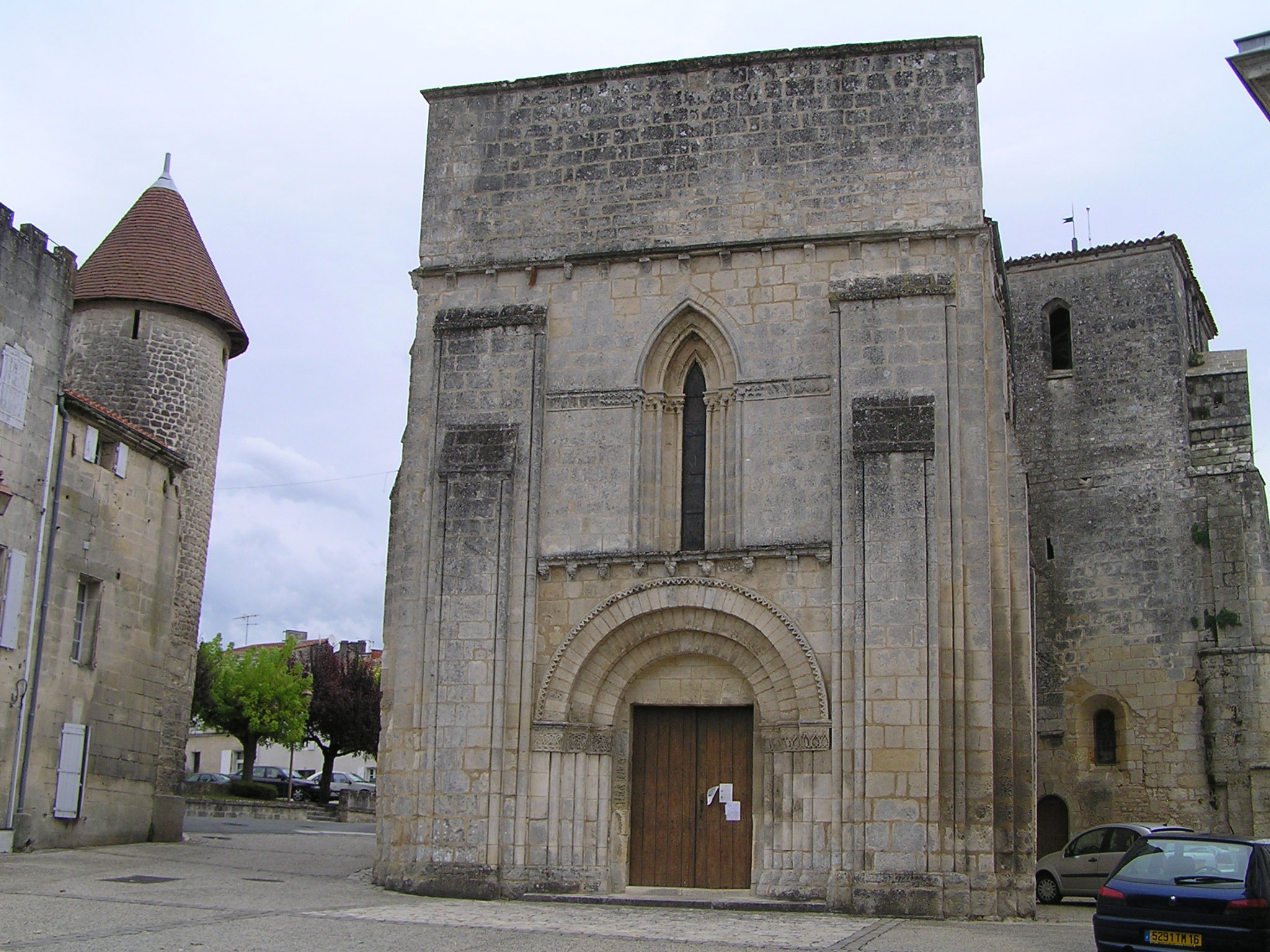
Rechteckgiebel oder Blendgiebel an der Kirche von Nersac, Charente
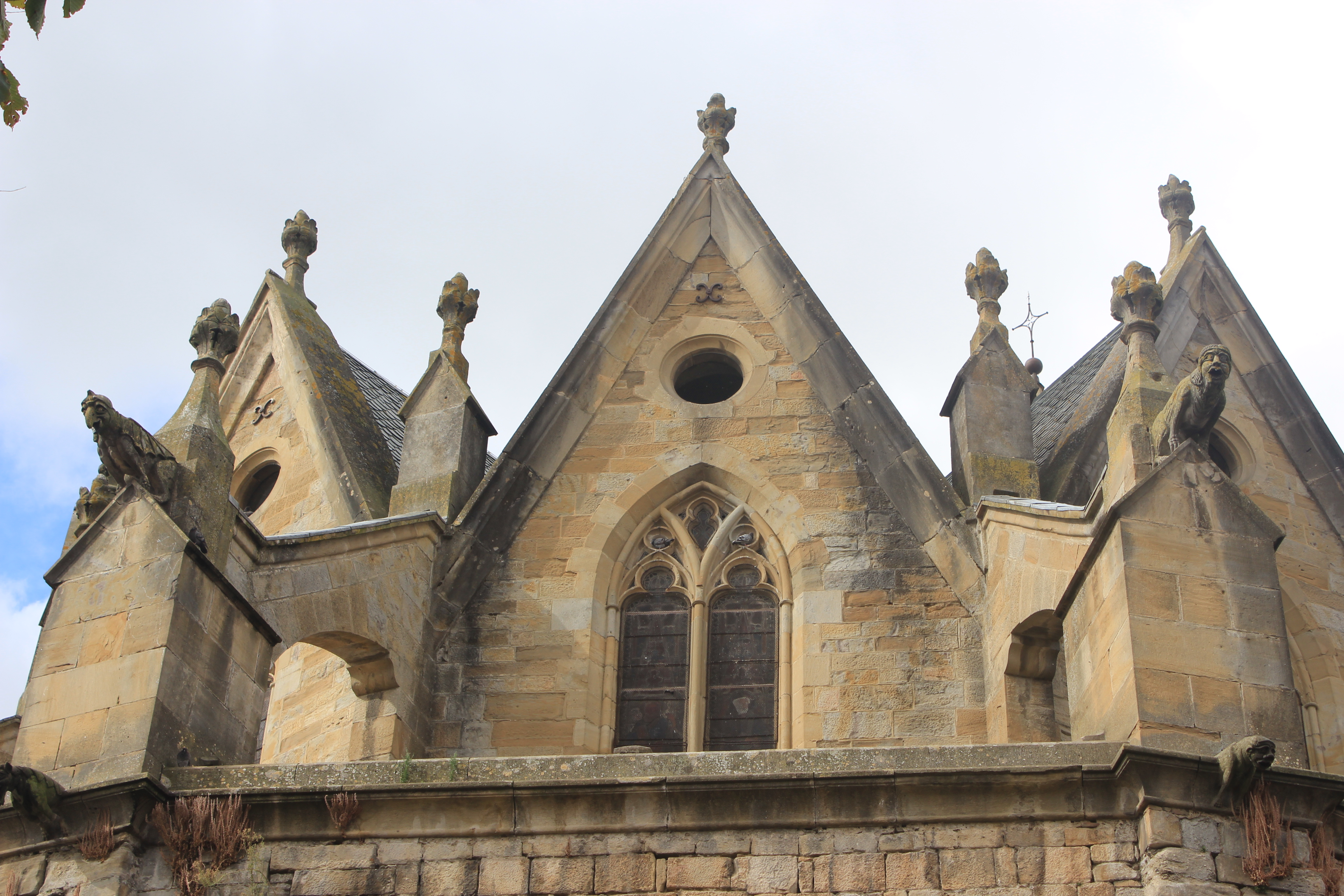
Giebelkranz über der Apsis der ehemaligen Kathedrale von Mirepoix